# Festival de Cine Queer Mawjoudin
El Festival de Cine Queer Mawjoudin es un festival de cine anual tunecino con temática LGBTI. Comenzó en 2018, siendo el primer festival de cine LGBTI del país. Está organizado por Mawjoudin, una ONG tunecina, cuyo nombre puede traducirse como Existimos. El festival se centra en las identidades queer, especialmente de personas del sur global.

## Historia
La primera edición del festival tuvo lugar entre el 15 y el 18 de enero de 2018, recibiendo financiación de la Fundación Hirschfeld Eddy. Los temas principales fueron el género y las sexualidades no heteronormativas. Además de mostrar tanto cortos como largometrajes, el festival incluyó conciertos y debates.
La segunda edición del festival tuvo lugar entre el 22 y el 25 de marzo de 2019 en Túnez. Entre los objetivos de la edición está representar todo el espectro LGBTIQ con una firme mirada feminista. En esta edición se mostraron un total de 31 filmes, que incluían trabajos argentinos, chinos, indios, keniatas, pakistaníes, portugueses y tunecinos. Además, al igual que en la primera edición, el programa lo completan acciones artísticas y un taller de teatro.